# 東頭洲

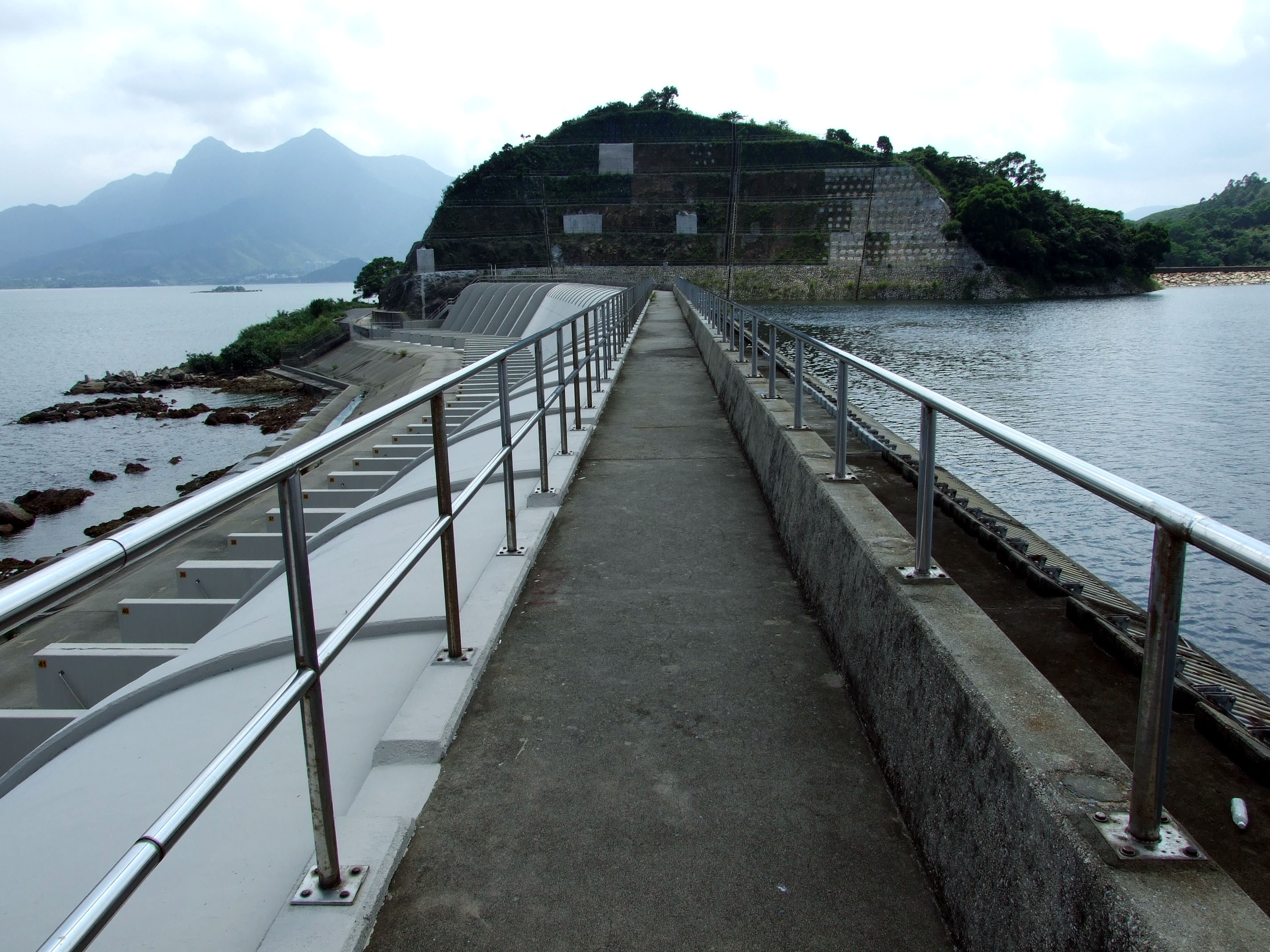
在船灣淡水湖溢水壩上拍攝東頭洲，右為副壩

東頭洲（英語：Tung Tau Chau），又稱「銅鼓洲」，是香港昔日的一個島嶼，位於新界大埔區船灣淡水湖南端，東面的第二副壩連接沙頭角半島的伯公咀，而西面的第一副壩則連接白沙頭。
東頭洲原本是船灣伯公咀對出的一個面積0.014平方哩的長形小島，在1960年開始興建船灣淡水湖時，在大尾篤、白沙頭洲、東頭洲及伯公咀之間興建堤壩，再將壩內海水抽乾用作儲水之用。島嶼中部的山土被削去，成為淡水湖的溢水壩，共有64個並列而分隔的溢洪孔道。

## 站外鏈結
- 東北區域面面觀：十一　船灣淡水湖今昔 （页面存档备份，存于）
- 香港地方：新界郊區(十三)赤門海峽兩岸 （页面存档备份，存于）